# 千曲川さかきパーキングエリア

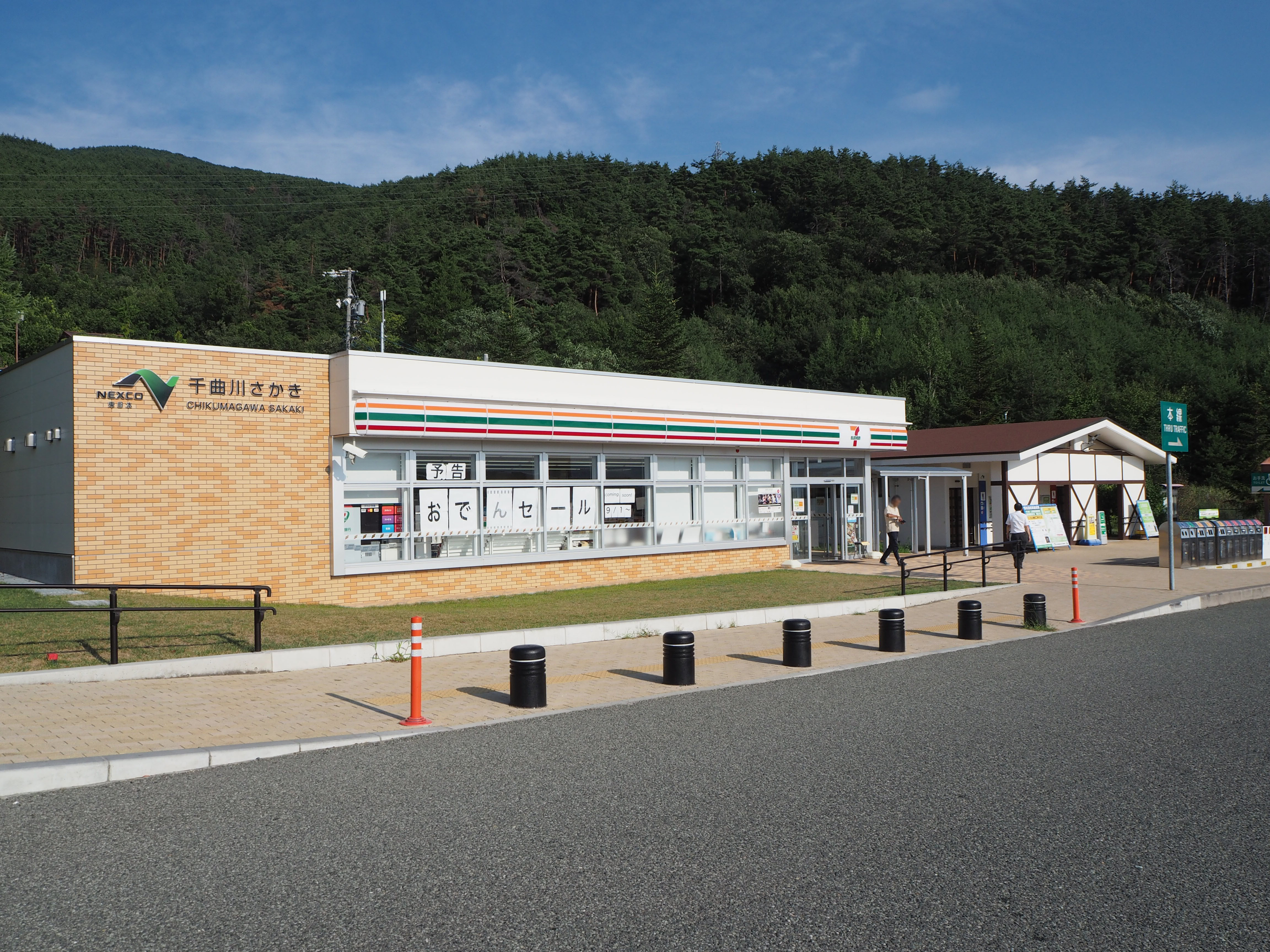
上り線施設（2018年8月）

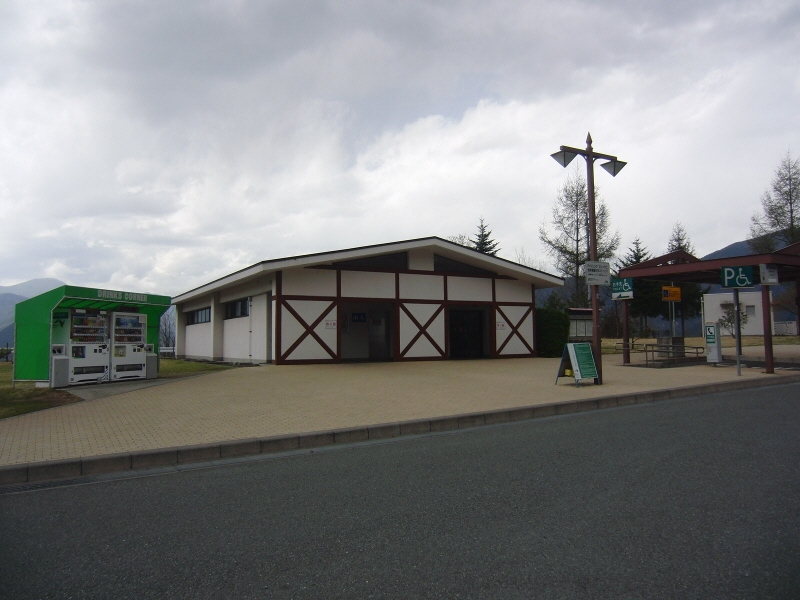
無人エリア時代の千曲川さかきPA（下り線、2011年4月）

千曲川さかきパーキングエリア（ちくまがわさかきパーキングエリア）は、長野県埴科郡坂城町の上信越自動車道上にあるパーキングエリアである。なお、千曲川さかきバスストップが併設されている。

## 道路
- E18 上信越自動車道

## 施設

### 上り線（藤岡方面）
- 駐車場
  - 大型40台
  - 小型26台
- トイレ
  - 男性 大5（和式1・洋式4）・小6
  - 女性 16（和式1・洋式15）
    - 同伴の男児用 1

  - 車椅子用 1
- コンビニエンスストア「セブン-イレブン」（24時間）[1]
- 自動販売機

### 下り線（長野・松本・上越方面）
- 駐車場
  - 大型40台
  - 小型26台
- トイレ
  - 男性 大5（和式1・洋式4）・小6
  - 女性 16（和式1・洋式15）
    - 同伴の男児用　1

  - 車椅子用　1
- コンビニエンスストア「セブン-イレブン」（24時間）[1]
- 自動販売機

## 千曲川さかきバスストップ

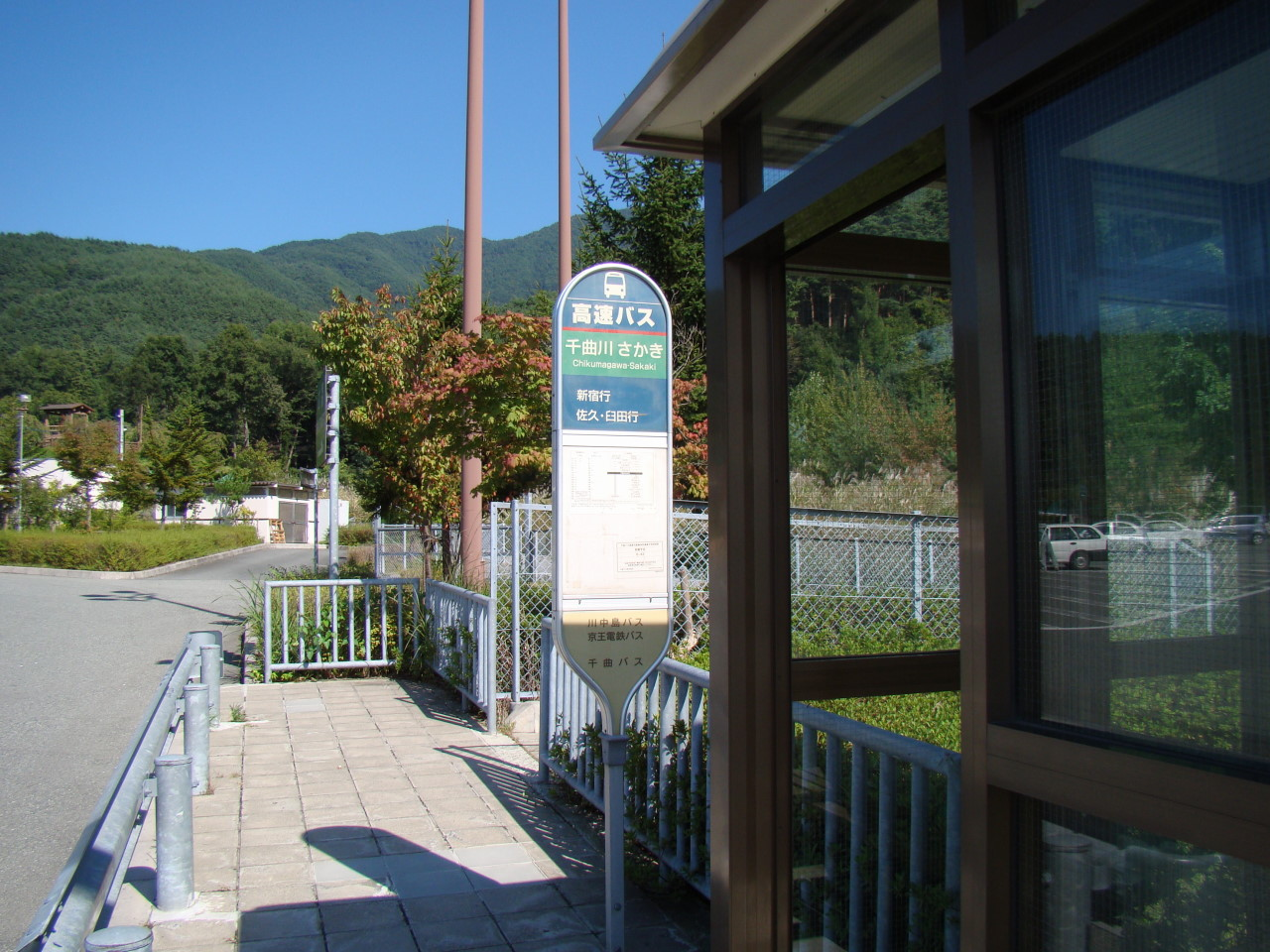
千曲川さかきバスストップ（2008年10月）

千曲川さかきバスストップ（ちくまがわさかきバスストップ）は、長野県埴科郡坂城町の上信越自動車道千曲川さかきパーキングエリア内に併設されている高速バス停留所である。PAの敷地外にバス利用者用駐車場が設けられている。
- 長野 - 池袋・新宿線（アルピコ交通・アルピコ交通東京・京王バス・長電バス）
（新宿系統）練馬区役所（上り便は全便停車、下り便は一部停車。他の下り便は中野坂上駅） - 千曲川さかきBS - 屋代BS
（池袋系統）川越的場 - 千曲川さかきBS - 屋代BS
- 軽井沢・佐久・小諸・上田 - 京都・大阪線（千曲川ライナー、千曲バス・近鉄バス）
上田営業所　- 千曲川さかきBS - 屋代BS
- 佐久平・長野 - 京都・大阪線（青春ドリーム信州号、ジェイアールバス関東・西日本ジェイアールバス）
上田駅 - 千曲川さかきBS - 長野駅
- どっとこむライナー（長野 - 新宿、昌栄高速運輸）
東京駅（鍛冶橋駐車場） - バスタ新宿 - 千曲川さかきBS - 屋代BS

## 隣
E18 上信越自動車道
(11)坂城IC - 千曲川さかきPA - (12)更埴JCT - 松代PA - (13)長野IC